# 세종 황룡사 목조아미타여래좌상 및 복장유물
세종 황룡사 목조아미타여래좌상 및 복장유물(世宗 黃龍寺 木造阿彌陀如來坐像 및 腹藏遺物)은 세종특별자치시 황룡사에 있는, 조선시대에 조성된 목조아미타여래좌상 1구와 복장유물 11점이다. 2014년 12월 22일 세종특별자치시의 유형문화재 제19호로 지정되었다.

## 목조여래좌상
황룡사 목조아미타여래좌상은 결가부좌로 앉아 있는 불상으로 손은 따로 제작하여 끼웠으며 수인은 무릎에 올려 놓은 다음 엄지와 중지를 맞댄 중품하생인이다. 머리에는 원형 정상계주, 반달형 중간계주와 나발을 조각하였고 갸름한 얼굴에 넓은 이마, 반달형 눈, 오똑하면서 작은 코, 입꼬리를 살짝 파서 옅은 미소를 띤 듯 온화한 인상을 풍긴다.
착의법은 변형 통견식으로 편삼 위에 대의를 양 어깨 위로 걸쳤고 편평한 가슴에는 수평의 승각기가 보인다. 대의는 오른쪽 어깨에 끝을 뾰족하게 처리한 대의 끝자락이 특징이며, 편삼은 배 중앙에서 마치 W자 형태로 접혀 있다. 무릎 아래로 흘러 내린 옷자락은 같은 폭으로 주름잡혀져 밑으로 늘어져 있다. 왼쪽 무릎 위에 표현된 나뭇잎형 대의 끝자락은 소매에서 흘러 내린 것으로 사선으로 뻗쳐져있는 특징적인 모습이다.
황룡사 목조아미타여래좌상은 특징적인 얼굴 표정과 옷주름, 연화좌 위로 흘러 내린 꽃잎형 옷자락 등에서 17세기 후반부터 18세기 전반까지 활동한 조각승 진열의 작품으로 추정된다.
불상의 제작시기는 복장물의 명문을 통해 18세기 전반으로 편년되며, 보존상태가 좋고 시기적 조형성이 뚜렷한 작품이다.

## 복장유물
| 번호 | 유물명           | 시대        | 수량 | 크기(cm)                               | 비고                                                                        |
| ---- | ---------------- | ----------- | ---- | -------------------------------------- | --------------------------------------------------------------------------- |
| 1    | 진언집           | 1569(선조2) | 1    | 52.0×26.0 (27.0×18.8)                  | 안심사판 無着比丘 莫令保体金權兩主                                          |
| 2    | 진언집           | 1569(선조2) | 1    | 49.8×25.5 (30.8×19.2)                  | 안심사판 隆慶 三年名...                                                     |
| 3    | 진언집           | 1658(효종9) | 1    | 50.5×25.0 (27.0×19.0)                  | (신흥사판) 遍一切處字輪...                                                  |
| 4    | 진언집           | 1658(효종9) | 1    | 51.0×26.0 (28.0×19.0)                  | (신흥사판) 乾隆戊午...三角山 重興寺 本尊 大施主...李得明兩主...             |
| 5    | 진언집           | 1658(효종9) | 1    | 50.2×26.0 (27.0×19.5)                  | (신흥사판) 仁王護國般若陀羅尼                                               |
| 6    | 진언집           | 1658(효종9) | 1    | 49.0×25.7 (27.0×19.5)                  | (신흥사판) 達磨娑誐囉三步諦何...                                            |
| 7    | 금강왕여래다라니 | 조선후기    | 1    | 51.0×26.6                              | 주서                                                                        |
| 8    | 육경합부         | 조선후기    | 1    | 52.0×25.8 (26.2×18.5)                  | 보현행원품 如是経於刹塵劫...                                                |
| 8    | 육경합부         | 조선후기    | 1    | 51.5×25.7 (26.4×19.0)                  | 보현행원품 佛海及與國土海...                                                |
| 8    | 육경합부         | 조선후기    | 1    | 51.0×26.0 (26.5×18.3)                  | 歸依諸如來五智十身佛...                                                     |
| 9    | 후령통           | 조선후기    | 1    | 전체높이 8.0 뚜껑높이 1.4 밑면 2.7×2.7 | 황초폭자에 싸여 있음. 외면에 원형, 삼각형, 방형, 반달형 등 오방경이 확인됨. |

## 같이 보기
- 황룡사

## 참고 자료
- 연동 황룡사 목조아미타여래좌상 및 복장유물 - 국가유산청 국가유산포털